# Koprivna (Sanski Most)
Koprivna (szerbül: Копривна) szerb falu Bosznia-Hercegovinában, a Bosznia-hercegovinai Föderáció Una-Szanai kantonjában, Sanski Most községben.

## Fekvése
Bosznia-Hercegovina északnyugati részén, Bihácstól légvonalban 61, közúton 84 km-re keletre, Sanski Mosttól légvonalban 5, közúton 7 km-re északra fekvő dombos, erdős területen, a Velika Rijeka völgyében és a Sansko polje (Szanai-síkság) északi végében, a Sanski Mostról Prijedorba vezető főút mentén fekszik. A Mala és a Velika Rijeka a falutól északra a dombok között ered, a falu északnyugati szélén a Velika Rijekában egyesül és 6 km megtétele után a falutól délre ömlik a Szanába.

## Népessége
| Nemzetiségi csoport | Népesség 1991 | Népesség 2013 |
| ------------------- | ------------- | ------------- |
| Szerb               | 650           | 3             |
| Bosnyák             | 0             | 0             |
| Horvát              | 2             | 0             |
| Jugoszláv           | 36            | 0             |
| Egyéb               | 10            | 0             |
| Összesen            | 698           | 3             |

## Története
1879-ben 348 lakosából 340 ortodox szerb és 8 muszlim volt. Koprivna községben 1934-ben alakult meg a szerb mezőgazdasági szövetkezet, mely főleg fajtatiszta állatállománnyal, vetőmagtermékekkel és gyümölcsfa csemeték beszerzésével foglalkozott. A falu központjában volt egy hektár kísérleti földje, amely példaként szolgált a parasztoknak arra, hogyan kell művelni a földet. 1941-ben 103 lakosából a szerbek mellett csak egyetlen horvát család élt itt. 1925-ben konfliktus tört ki a hely miatt, hogy az iskola hol épüljön, ezért csak 1946-ban építették meg.
A településen az 1991-es népszámlálás adatai szerint 698-an éltek, de a mai településhatárig tartó részen csak 6 szerb lakos élt. A daytoni békeszerződés értelmében település a Bosznia-Hercegovinai Föderációhoz tartozott, de 1997-ben az entitások közötti demarkációs vonal kiigazításáról szóló megállapodással Koprivna legnagyobb része a Boszniai Szerb Köztársaság része lett, és csak kisebb része maradt a Föderáció, és ezzel Sanski Most község területén.

## Nevezetességei
Szent Lazarevics István despota tiszteletére szentelt pravoszláv temploma a falu Szerb Köztársaság ellenőrizte részén áll.